# Cimetière Donskoï

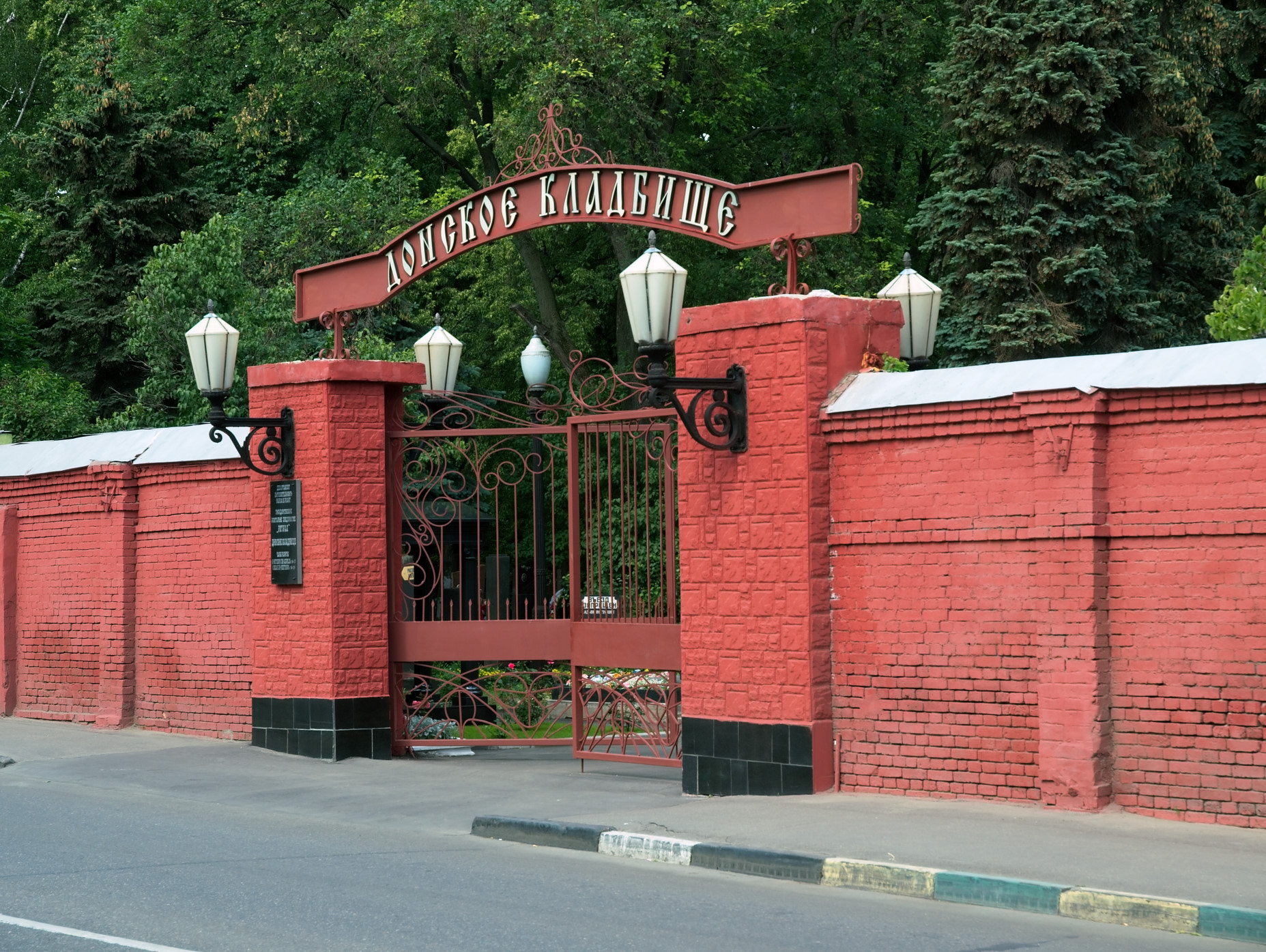
Entrée du cimetière.

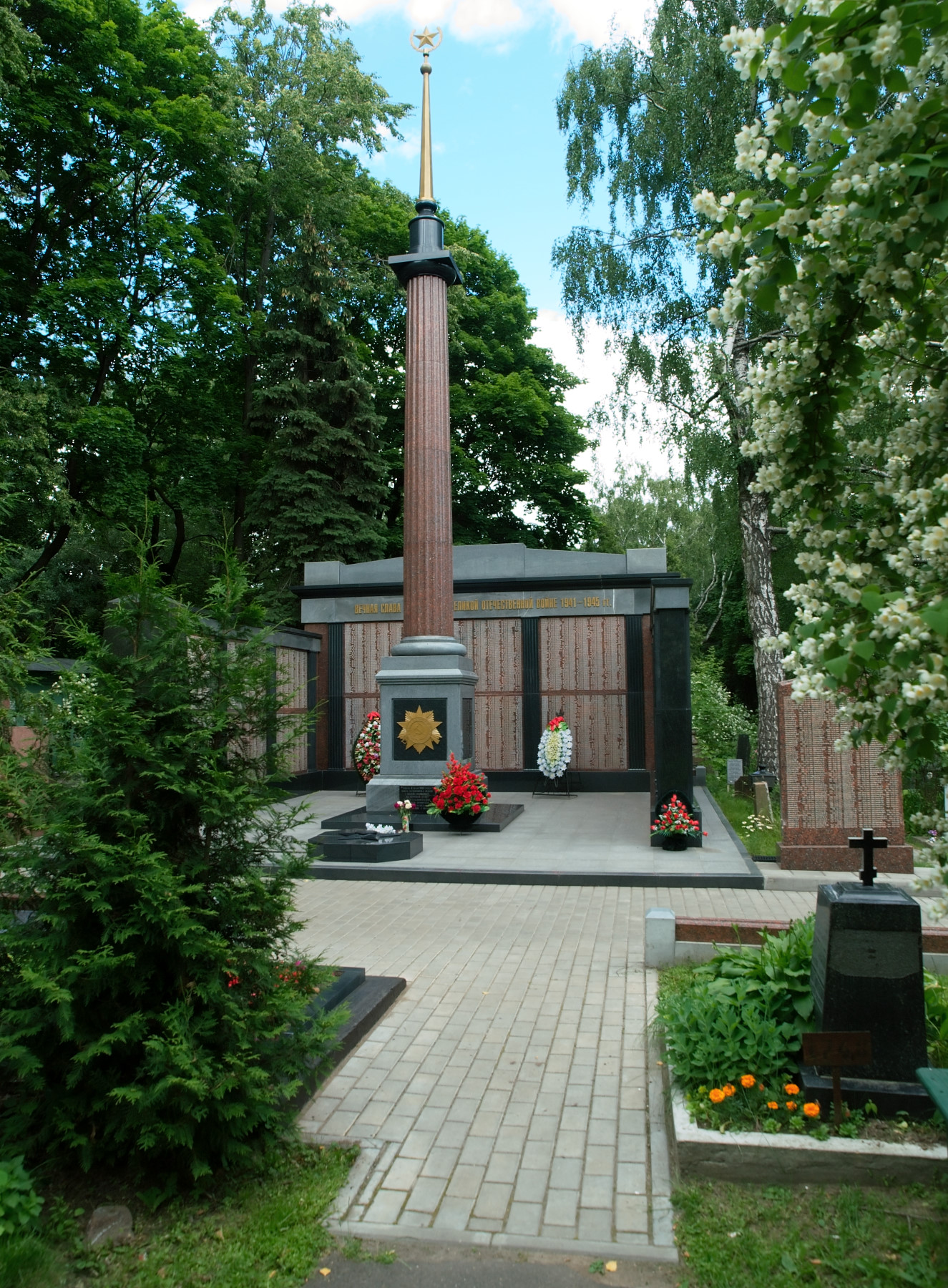
Monument aux morts dans le carré des soldats de la Seconde Guerre mondiale.

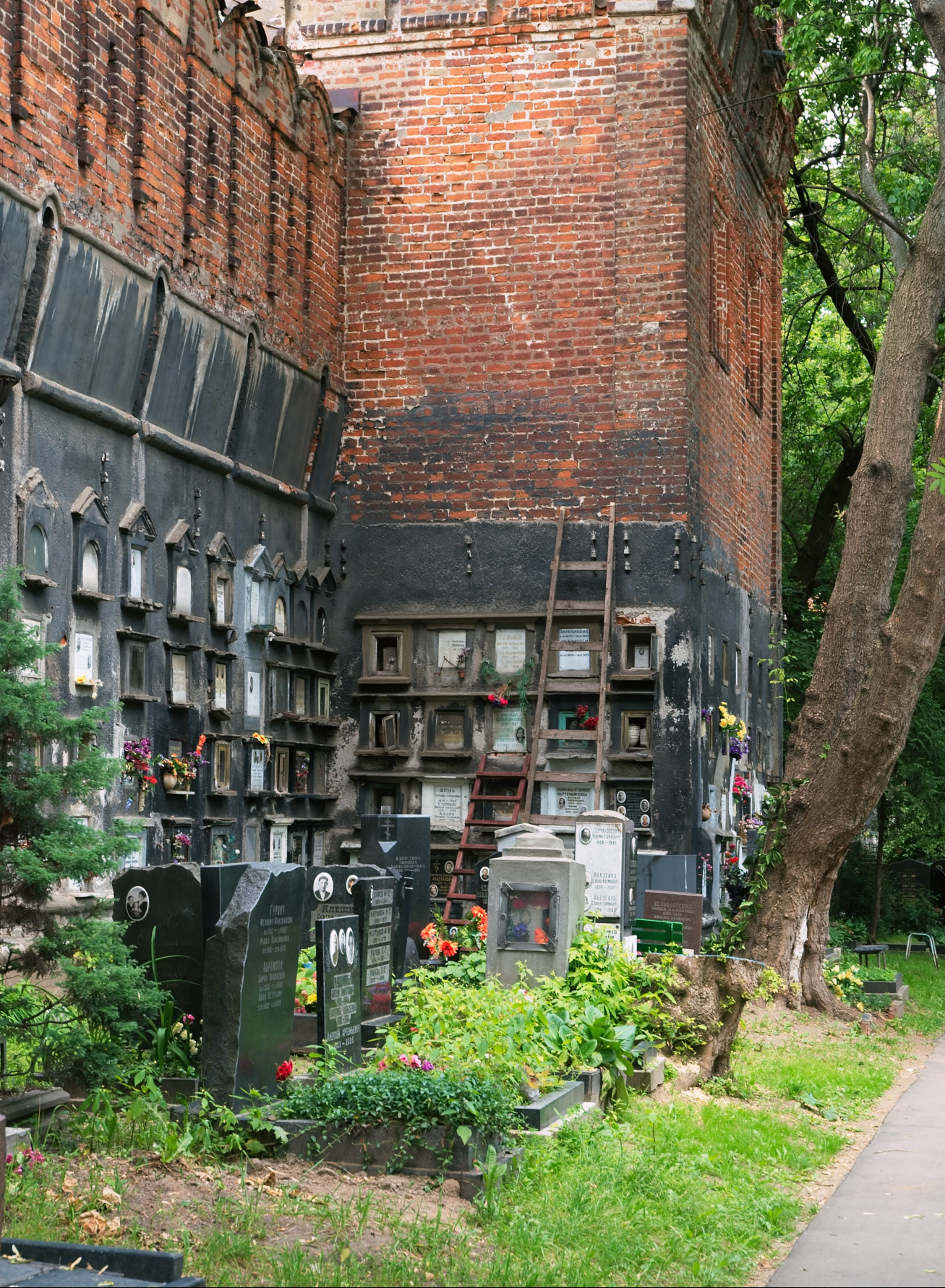
Certaines tombes sont nichées sur l'enceinte du monastère.

Le Nouveau cimetière du monastère Donskoï attenant au monastère du même nom se trouve à Moscou sur une surface de 10 hectares. Il ne doit pas être confondu avec le Vieux cimetière Donskoï qui se trouve dans l'enceinte du monastère.

## Histoire
Ce cimetière se trouve au sud du centre historique de la capitale russe et a été fondé à la fin du XIXe siècle le Vieux cimetière étant fermé aux nouvelles inhumations. Il y a aussi trois monuments aux victimes des répressions staliniennes qui y sont inhumées. C'est sur son territoire qu'a été construit le premier crématorium du pays en 1927. Il a fermé au début des années 1990 pour construire une église.

## Personnalités inhumées au cimetière Donskoï
- Vladimir Barsky, acteur et réalisateur
- Iakov Bielopolski, sculpteur
- Anton Dénikine, général, et sa femme Xenia Dénikine, écrivaine et conférencière
- Timofei Dokchitser, trompettiste
- Nikolaï Erdman, poète, dramaturge
- Emmanuil Evzerikhine, photographe de guerre
- William Fischer (Rudolph Abel), espion
- Aleksandr Iegorov, maréchal
- Nikolaï Iejov, chef du NKVD
- Ivan Iline, philosophe
- Lev Kopelev, écrivain soviétique dissident
- Grigori Koulik, maréchal soviétique fusillé
- Alexandre Lokchine, compositeur
- Vsevolod Meyerhold, metteur en scène
- Solomon Mikhoels, acteur juif d'Union soviétique, directeur de théâtre yiddish et président du Comité antifasciste juif
- Konon Molody, agent secret
- Vladimir Popov, acteur, son pseudonyme au cinéma était Vladimir Ouralski
- Dmitri Prigov, auteur et sculpteur conceptualiste
- Alexandre Rodtchenko, dessinateur, sculpteur, photographe
- Alexandre Soljenitsyne, écrivain soviétique
- Pavel Soudoplatov, responsable des services secrets
- Pavel Vassiliev, poète